# جو فازيو
جو فازيو (بالإنجليزية: Joe Fazio)‏ هو مجدف أسترالي، ولد في 11 سبتمبر 1942 في تاري في أستراليا، وتوفي في 1 أغسطس 2011.

## وصلات خارجية
- جو فازيو على موقع الاتحاد الدولي للتجديف (الإنجليزية)
- جو فازيو على موقع أوليمبيديا (الإنجليزية)
- جو فازيو على موقع اللجنة الأولمبية الأسترالية (الإنجليزية)